# Cryptocarya rugulosa
Cryptocarya rugulosa är en lagerväxtart som beskrevs av Joseph Dalton Hooker. Cryptocarya rugulosa ingår i släktet Cryptocarya och familjen lagerväxter. Inga underarter finns listade i Catalogue of Life.